# Crnogorski Telekom
Crnogorski Telekom A.D. (кирилицею Црногорски телеком; до 2006 року Telekom Crne Gore) — телекомунікаційна компанія в Чорногорії, що базується в столиці — місті Подгориця. Як публічна компанія котирується на Чорногорській фондовій біржі (тікер: TECG, ISIN: METECGRA8PG0). Мажоритарний акціонер — Hrvatski Telekom, батьківська компанія — Deutsche Telekom. 

## Історія
Компанія заснована 31 грудня 1998 року разом з Pošta Crne Gore шляхом поділу державної компанії PTT Montenegro.
У 2005 році було прийнято рішення про приватизацію Telekom Crne Gore. 1 квітня 2005 року угорський Magyar Telekom, який належить Deutsche Telekom, придбав загалом 76,53 % акцій, які були придбані Hrvatski Telekom у січні 2017 року.  У вересні 2006 було створено дві торгові марки T-Com і T-Mobile. Telekom Crne Gore змінив назву на Crnogorski Telekom.
1 травня 2009 року дві дочірні компанії T-Mobile Crna Gora та Internet Crna Gora були об'єднані з Crnogorski Telekom.

## Структура компанії
Crnogorski Telekom ділить сферу бізнесу на два бренди:
- T-Com (стаціонарна телефонія та Інтернет)
- T-Mobile (мобільна телефонія)

## Акціонери
| Доля    | Акціонер          |
| ------- | ----------------- |
| 76.53 % | Hrvatski Telekom  |
| 11.06 % | інші компанії     |
| 0,57 %  | Фонд приватизації |